# Reckerstal
Reckerstal ist ein Weiler auf der Gemarkung des Igersheimer Ortsteils Harthausen im Main-Tauber-Kreis im fränkisch geprägten Nordosten Baden-Württembergs.

## Geschichte
Der Ort wurde im Jahre 1398 erstmals urkundlich erwähnt, als ein Teil mit Neubronn an den Deutschen Orden gelangte. Der Ortsname wurde wohl von reckholder (= Wacholder) abgeleitet. Ein restlicher Anteil des Ortes gehörte seit 1442 ebenfalls zum Deutschen Orden. Im Jahre 1887 wurde eine neuromanische Rosenkranzkapelle errichtet.
Der Wohnplatz kam als Teil der ehemals selbständigen Gemeinde Harthausen am 1. Januar 1972 zur Gemeinde Igersheim.

## Kulturdenkmale
Kulturdenkmale in der Nähe des Wohnplatzes sind in der Liste der Kulturdenkmale in Harthausen verzeichnet.

## Verkehr
Reckerstal ist über die K 2849 zu erreichen. Vor Ort befindet sich die gleichnamige Straße Reckerstal.